# Шёнау (Пфальц)

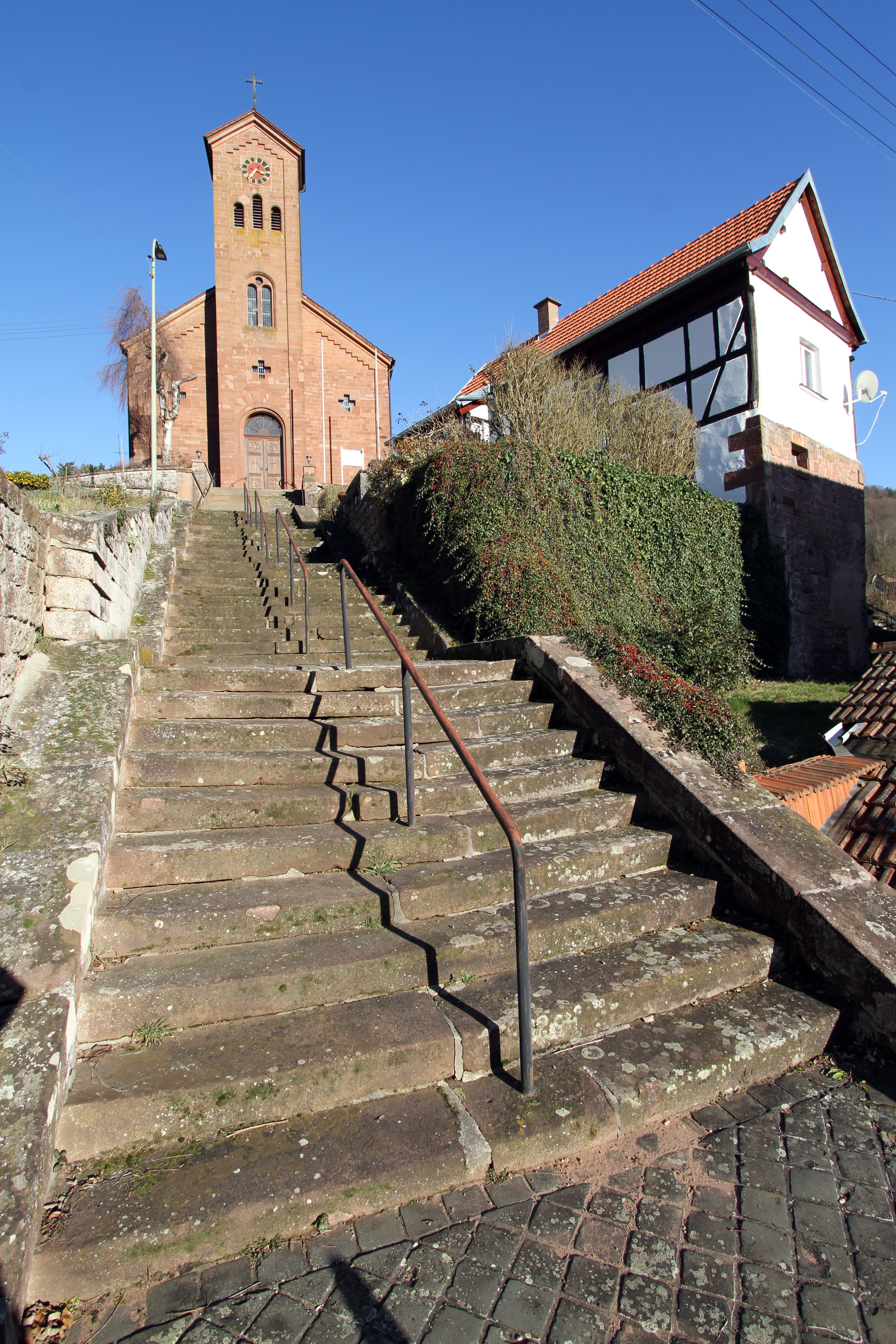

Шёнау (нем. Schönau) — коммуна в Германии, в земле Рейнланд-Пфальц.
Входит в состав района Юго-западный Пфальц. Подчиняется управлению Данер Фельзенланд. Население составляет 430 человек (на 31 декабря 2010 года). Занимает площадь 16,34 км².